# Kāv Borj
Kāv Borj (persiska: کاو برج, Gāv Borj) är en ort i Iran.   Den ligger i provinsen Khorasan, i den nordöstra delen av landet, 800 km öster om huvudstaden Teheran. Kāv Borj ligger 851 meter över havet och antalet invånare är 785.
Terrängen runt Kāv Borj är lite kuperad. Runt Kāv Borj är det ganska tätbefolkat, med 185 invånare per kvadratkilometer. Närmaste större samhälle är Shūrak-e Malekī, 3,7 km norr om Kāv Borj. Omgivningarna runt Kāv Borj är i huvudsak ett öppet busklandskap.